# Клесты
Клесты́ (лат. Loxia) — род птиц семейства вьюрковых (Fringillidae), отряда воробьинообразных (Passeriformes). Обитают в лесах Северного полушария, питаются главным образом семенами хвойных растений. Могут гнездоваться летом и зимой.
Особенность рода — крестообразно смыкающийся клюв. Данная форма была эволюционно сформирована питанием птиц, вылущивающих семена из шишек.

## Классификация
Систематика сложна и требует дополнительного изучения. На данный момент различают 6 видов клестов:
- Loxia curvirostra Linnaeus, 1758 — клёст-еловик, или обыкновенный клёст
- Loxia leucoptera Gmelin, 1789 — белокрылый клёст
- Loxia megaplaga Riley, 1916
- Loxia pytyopsittacus Borkhausen, 1793 — клёст-сосновик
- Loxia scotica Hartert, 1904 — шотландский клёст
- Loxia sinesciuris Benkman, 2009

## Генетика
Три вида клестов (L. curvirostra, L. pytyopsittacus и L. scotica), обитающих в Шотландии, были обследованы с использованием молекулярно-генетических маркеров — микросателлитов и секвенированных участков митохондриальной ДНК, однако генетической дифференциации между ними не было выявлено. В то же время установлены чёткие межвидовые различия на уровне морфологии (размер клюва, обладающий высокой наследуемостью, и размер тела), издаваемых звуков и ассортативного скрещивания.

## Клесты и человек
В прошлом клесты благодаря «попугайной» внешности были популярны у птицеловов: шарманщики в XIX веке обучали этих птиц вытаскивать «счастливые билетики». На Урале в военные годы мясо этих птиц употребляли в пищу, причём поймать клестов можно было (в урожайные на еловые шишки годы) обычным ящиком.